# Żużela
Żużela (deutsch Zuzella) ist eine Ortschaft in Oberschlesien. Sie liegt in der Gemeinde Krapkowice (Krappitz) im Powiat Krapkowicki (Landkreis Krappitz) in der Woiwodschaft Opole (Oppeln).

## Geographie

### Geographische Lage
Żużela liegt sechs Kilometer südlich des Gemeindesitzes und der Kreisstadt Krapkowice und 21 km südlich der Woiwodschaftshauptstadt Opole (Oppeln) am linken Ufer der Oder. Der Ort liegt in der Nizina Śląska (Schlesischen Tiefebene) innerhalb der Kotlina Raciborska (Ratiborer Becken). Westlich des Dorfes erstrecken sich weitläufige Waldgebiete. Durch den Ort fließt die Swornica. Durch Żużela verläuft die Landesstraße Droga krajowa 45.

### Ortsteil
Zum Ort gehört der Weiler Bąków (Bunkow).

### Nachbarorte
Nachbarorte von Żużela sind im Südwesten Broschütz (poln. Brożec) und im Südosten Straduna (poln. Stradunia).

## Geschichte

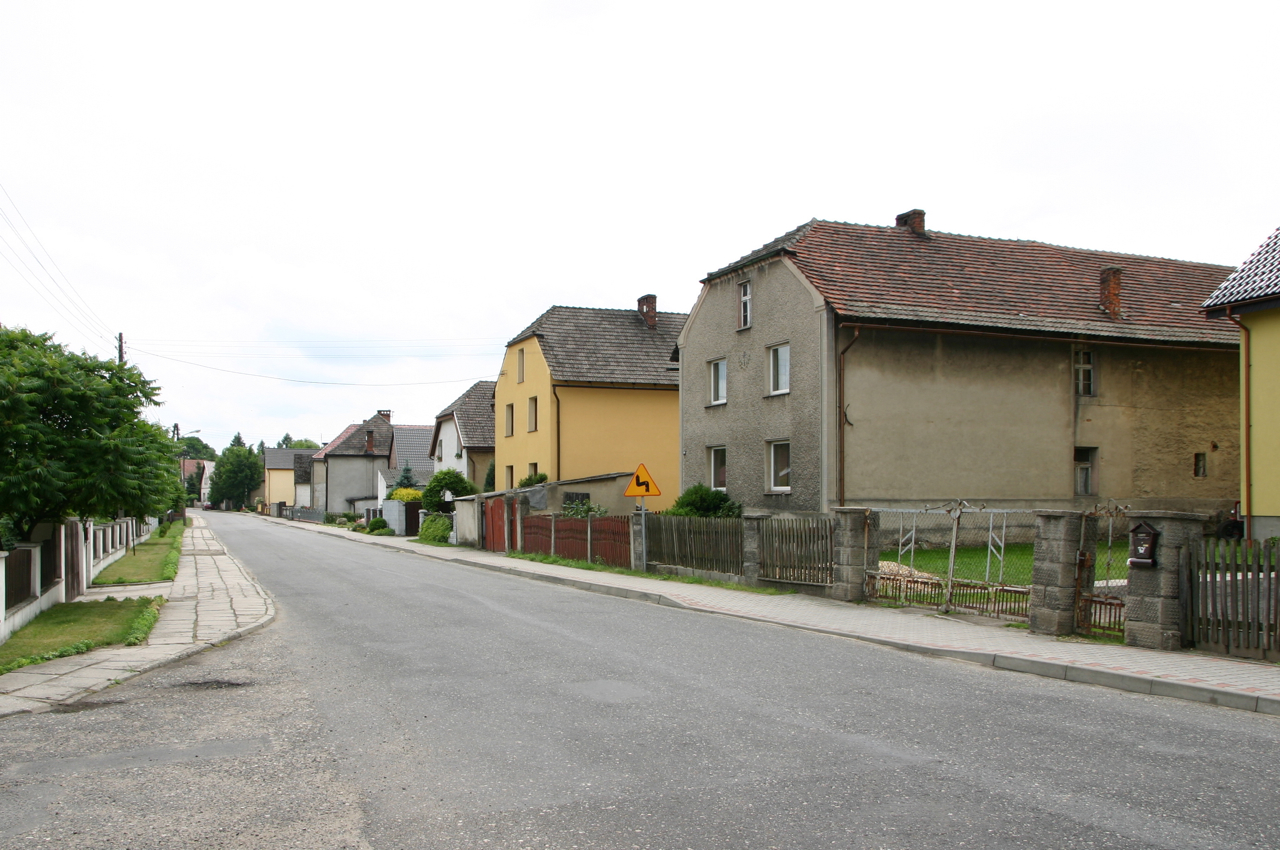
Ortsbild

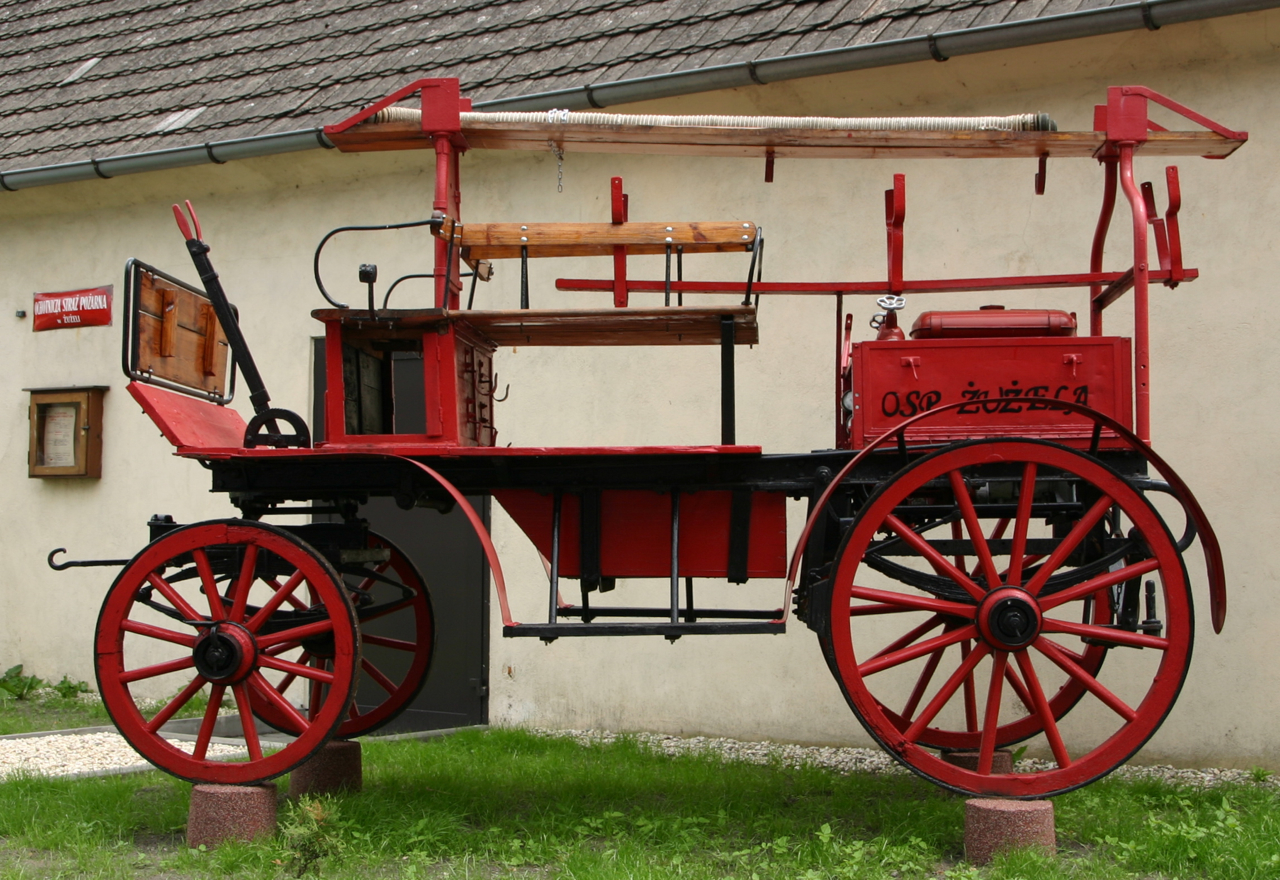
Historischer Feuerwehrwagen

Der Ort entstand spätestens im 12. Jahrhundert und wurde um 1195–1201 erstmals urkundlich als „Susela“ erwähnt. In dem Dokument wurde der Verkauf des Dorfs an die Zisterzienser bestätigt. 1283 folgte eine Erwähnung als „Czuczhel“ und 1534 als „Schuziel“.
Der Ort wurde 1784 im Buch Beyträge zur Beschreibung von Schlesien als Zuzella erwähnt, gehörte dem Kloster Czarnowanz und lag im Kreis Oppeln des Fürstentums Oppeln. Damals hatte er ein Vorwerk, 13 Bauern, 16 Gärtner und elf Häusler. 1859 wurden die Oderfelder eingedeicht. 1865 bestand Zuzella aus einem herrschaftlichen Vorwerk und einem Dorf. Das Vorwerk wurde 1852 durch den Grafen von Haugwitz gekauft. Das Dorf, zu dem auch Bunkow gehörte, hatte zu diesem Zeitpunkt 27 Bauernstellen, 14 Gärtnerstellen und 34 Häuslerstellen, sowie eine katholische Schule. Die Einwohner waren nach Broschütz eingepfarrt. In Bunkow befand sich eine Wassermühle.
Bei der Volksabstimmung in Oberschlesien am 20. März 1921 stimmten im Ort 394 Wahlberechtigte für einen Verbleib Oberschlesiens bei Deutschland und 138 für eine Zugehörigkeit zu Polen. Auf Gut Zuzella stimmten 49 für Deutschland und keiner für Polen. Zuzella verblieb nach der Teilung Oberschlesiens beim Deutschen Reich. 1936 wurde der Ort im Zuge einer Welle von Ortsumbenennungen der NS-Zeit in Schlacken umbenannt. Bis 1945 befand sich der Ort im Landkreis Oppeln.
Infolge des Zweiten Weltkrieges kam der Ort unter polnische Verwaltung, wurde anschließend der Woiwodschaft Schlesien angeschlossen und in Żużela umbenannt. 1950 kam der Ort zur Woiwodschaft Opole, 1999 zum wiedergegründeten Powiat Krapkowicki.

## Sehenswürdigkeiten
- Wegkapelle mit Glockenturm

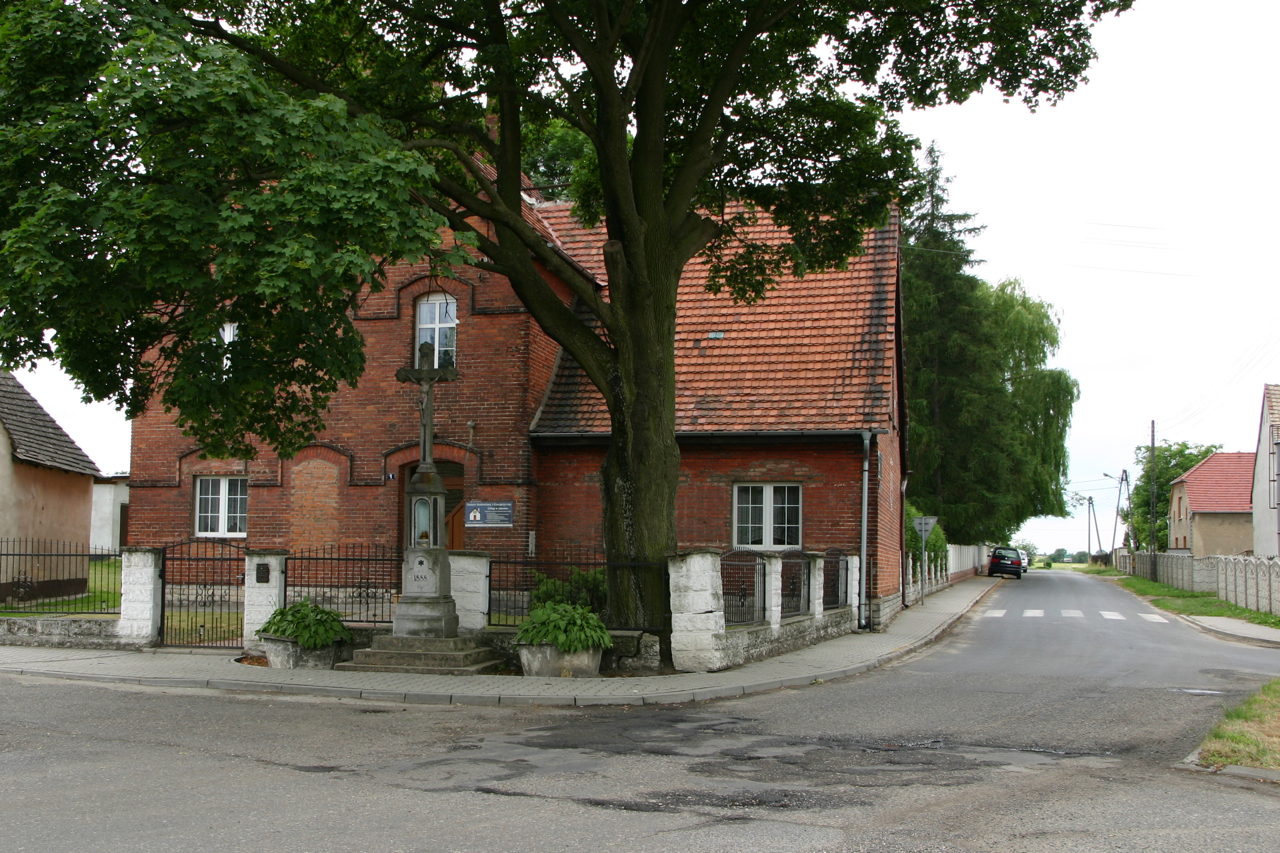
Schulgebäude

- Kapelle der Barmherzigkeit Gottes, Kapelle mit roter Ziegelfassade
- Wegkapelle
- Das alte Schulgebäude mit roter Ziegelfassade
- Gutshaus
- Diverse Wegkreuze
- Bildstock für den heiligen Urban mit Figur des Heiligen
- Historischer Feuerwehrwagen als Denkmal
- Gefallenendenkmal für den Ersten und Zweiten Weltkrieg[6]
- Drei naturgeschützte Granitfindlinge
- Erholungspark in der Ortsmitte
- Minizoo

## Vereine
- Deutscher Freundschaftskreis
- Freiwillige Feuerwehr OSP Żużela